# Шелл, Катерина
Катери́на Шелл (англ. Catherine Schell; род. 17 июля 1944, Будапешт) — британская актриса кино и телевидения, позднее — управляющая гостиницей. Наиболее известна зрителю исполнением роли андроида-слуги Майи в сериале «Космос: 1999» (1975—1977). Вопреки некоторым заблуждениям, Катерина не является родственницей известным актёру Максимилиану Шеллу и актрисе Марии Шелл — это однофамильцы.

## Биография
Katherina Freiin Schell von Bauschlott (настоящее имя актрисы) родилась 17 июля 1944 года в Будапеште. Отец — барон Paul Schell von Bauschlott, служил дипломатом. Мать — графиня Katharina Maria Etelka Georgina Elisabeth Teleki de Szék. Старшие братья: Пауль Рудольф (ныне носит имя Пауль фон Шелл) родился в 1940 году, получил некоторую известность как актёр немецкого кино; и Петер (1941—1968). Среди предков Катерины: Людовик XIV, Филипп II Орлеанский и Франц I Стефан. В 1939 году, с началом Второй мировой войны, недвижимость будущих родителей Катерины была конфискована нацистами.
В начале 1945 года, опасаясь приближения Красной армии, семья эмигрировала в Австрию, где жила в бедности до 1950 года, сначала в Вене, потом — в Зальцбурге. В 1950 году семья эмигрировала в США, где барон Шелл получил гражданство. Он работал в католической школе в Статен-Айленде (Нью-Йорк), а в 1957 году поступил на работу в организацию Радио «Свобода», и семья уехала в Мюнхен (Германия), где находилась штаб-квартира организации. Там девушка поступила в школу драмы Otto-Falckenberg-Schule.
В 1964 году Катерина Шелл впервые появилась на экране — она исполнила роль королевы Ланы в немецком фильме «Лана — королева амазонок». Снявшись ещё в одном британо-немецком фильме и одном немецком мини-сериале, актриса стала появляться только в британских фильмах и сериалах. Шелл окончила свою кинокарьеру в 1996 году (также появилась в видео-короткометражке «Космос: 1899» в 2004 году), и ныне владеет небольшим гостевым домом Chambre d'Hôtes Valentin в крохотном поселении Бонневаль (округ Бриуд, департамент Верхняя Луара, Франция), где частыми гостями стали фанаты сериала «Космос: 1999».

### Личная жизнь
В 1968 году Шелл вышла замуж за британского актёра Уильяма Марлоу (1930—2003) и переехала в Лондон. В 1977 году пара развелась.

В декабре 1982 года актриса вступила во второй брак: её избранником стал кинорежиссёр Билл Хейз, пара прожила вместе до самой его смерти 2 марта 2006 года.

## Избранная фильмография

### Широкий экран
- 1964 — Лана — королева амазонок[нем.] / Lana – Königin der Amazonen — королева Лана
- 1964 — Врата предательства[нем.] / Das Verrätertor — Хоуп Джойнер
- 1968 — Задание К[англ.] / Assignment K — Мегги (в титрах не указана)
- 1969 — Луна 02[англ.] / Moon Zero Two — Клем
- 1969 — На секретной службе Её Величества / On Her Majesty's Secret Service — Нэнси, пациентка, девушка Бонда
- 1972 — Мадам Грех[англ.] / Madame Sin — Барбара
- 1974 — Чёрная ветряная мельница / The Black Windmill — леди Мелисса Джульян
- 1974 — Каллан[англ.] / Callan — Дженни
- 1975 — Возвращение Розовой пантеры / The Return of the Pink Panther — леди Клодайн Литтон
- 1977 — Путешествия Гулливера[англ.] / Gulliver's Travels — Мэри
- 1979 — Узник Зенды[англ.] / The Prisoner of Zenda — Антуанетта
- 1993 — Прекрасная принцесса[итал.] / Piccolo grande amore — графиня Фон Дикс

### Телевидение
- 1972—1973 — Авантюрист[англ.] / The Adventurer — Диана Марш (в 11 эпизодах)
- 1975—1977 — Космос: 1999[англ.] / Space: 1999 — Майя, андроид-слуга (в 24 эпизодах)
- 1979 — Доктор Кто / Doctor Who — графиня Скарлиони (в 4 эпизодах)